# ارینا فدیشین
ارینا فدیشین (اوکراینی: Ірина Петрівна Федишин؛ زادهٔ ۱ فوریهٔ ۱۹۸۷) خواننده، ترانه‌سرا اهل اوکراین است. وی از سال ۲۰۰۵ میلادی تاکنون مشغول فعالیت بوده‌است.